# Donny Montell
Donny Montell, občanským jménem Donatas Montvydas (* 22. října 1987 Vilnius, Litva), je litevský zpěvák. Reprezentoval Litvu na mezinárodní soutěži Eurovision Song Contest 2012 a opět v roce 2016.

## Kariéra
Narodil se 22. října 1987 v litevském hlavním městě Vilniusu. Jeho otcem byl bubeník populární hardrockové skupiny Plackartas. Donatas Montvydas se účastnil již dětských soutěží, např. Dainų dainelė (Píseň písní). Studoval na hudební škole Balys Dvarionas. Vyhrál národní televizní soutěže Lietuvos dainų dešimtukas (Top 10 litevských písní) a Iššūkis žvaigždėms (Výzva pro hvězdy), poté upoutal porotu i publikum v televizním projektu Žvaigždžių duetai (Hvězdné duety) a koncem roku 2010 vyhrál také v televizní soutěži Šok su manimi (Tanči se mnou). Roku 2011 si odnesl hlavní cenu z mezinárodního hudebního festivalu Slavjanskij Bazar v běloruském Vitebsku a téhož roku se probojoval do finále soutěže New Wave 2011, kde z šestnácti soutěžících získal pro Litvu 12. příčku.
Opakovaně se účastnil národního kola Eurovizijos (Eurovize). V roce 2009 skončil na druhém místě, o rok později byl po semifinále diskvalifikován kvůli nesplnění termínu pro zveřejnění písně. V roce 2011 dosáhl na čtvrtou příčku s duetem s litevským reprezentantem Eurovision Song Contest 2009 Sashou Sonem. A konečně v roce 2012 národní kolo vyhrál a s písní „Love Is Blind“ reprezentoval Litvu na Eurovision Song Contest 2012 v ázerbájdžánském Baku. Z druhého semifinále na 3. postupovém místě se 104 body prošel do finále a v něm obsadil se 70 body celkově 14. příčku.
Po návratu ze soutěže vydal debutové album Donny Montell a o rok později další s názvem Norim Dar. Od roku 2013 se stal také porotcem soutěže Hlas Litvy a v roce 2016 natáčel materiál pro třetí album #BLCK. Dne 12. března 2016 po desetitýdenním klání znovu zvítězil ve finále národní soutěže Eurovizijos, kde získal maximum bodů od poroty i diváků. Tím se už podruhé kvalifikoval do Eurovision Song Contest 2016 ve švédském Stockholmu, kde reprezentoval Litvu s písní „I’ve Been Waiting for This Night“. Tentokrát postoupil z druhého semifinále na 4. příčce s 222 body a ve finále s 200 body dosáhl na 9. místo.